# 塔金德帕尔·辛格·图尔
塔金德帕尔·辛格·图尔（Tajinderpal Singh Toor，1994年11月13日—），印度男子田径运动员，2018年亚洲运动会男子铅球金牌得主、2023年亚洲田径锦标赛男子铅球金牌得主、2022年亚洲运动会男子铅球金牌得主。